# Mindre havsnål
Mindre havsnål (Nerophis ophidion) en art av familjen kantnålsfiskar.

## Utseende
Den mindre havsnålen är en långsträckt, rörformad fisk som saknar fjäll, och i stället har kroppen klädd med vanligtvis grönaktiga benplattor. Färgen kan dock variera. Nosen är rak och ganska kort. Fisken saknar bröst- och stjärtfenor utan har endast en ryggfena (till skillnad från kantnålarna, som har alla slagen av fenor). Ungfiskar har dock bröstfenor. Anus mynnar under den främre delen av ryggfenan (till skillnad från vad som är fallet hos den större havsnålen). Den mindre havsnålen blir upp till 30 centimeter lång för honor, 25 centimeter för hanar. Till skillnad från kantnålarna har hanen ingen egentlig yngelpåse på buken, utan han bär äggen fastklibbade direkt på buken.

## Utbredning
Den mindre havsnålen finns från Svarta havet, Medelhavet och Marocko norrut längs europeiska kontinentens atlantkust (med undantag för sträckan från Nederländerna till Jylland) över Brittiska öarna till mellersta Norge. Går in i Östersjön upp till mynningen av Finska viken. I västra delen går mindre havsnål upp till Västerbotten.

## Vanor
Den lever i kustnära tång- och bandtångbälten ner till omkring 20 meters djup. Liksom sjöhästarna använder den sin smala snabelliknande mun som en pipett, och suger i sig smådjur som fiskyngel och små kräftdjur.
Den leker under sommaren, varvid honan kan lägga upptill 500 ägg. Dessa fästs på flera hanar, i 2 till 4 rader under buken, upp till 150 ägg hos varje hane. De omkring 1 millimeter stora äggen kläcks efter omkring en månad. Arten blir könsmogen vid 2 års ålder.